# Sassenplaat
De Sassenplaat is een onbewoond eiland in het Hollandsch Diep ter hoogte van Haven- en industriegebied Moerdijk in de gemeente Moerdijk en in is gebruik als natuurgebied dat beheerd wordt door Staatsbosbeheer. Het ligt tegenover het dorp Strijensas waarnaar de plaat ook vernoemd is.
Oorspronkelijk was dit een slikplaat die tot 1970 in gebruik was als biezengors, waar mattenbies werd geteeld ten behoeve van de biezenvlechterij.
Door baggerwerkzaamheden in het Hollandsch Diep werd het gebied in 1970 en 1971 gedeeltelijk ontgrond ten behoeve van de aanleg van een vaargeul. Het zand dat hierbij vrijkwam is door Rijkswaterstaat gebruikt om de Sassenplaat op te hogen en in te richten als natuurgebied. Een ander deel ligt onder water. Op het niet-ondergedoken deel heeft zich een wilgenstruweel ontwikkeld en op de kaden groeien adventiefplanten.
Broedvogels zijn: snor, blauwborst, bruine kiekendief, ransuil en diverse eenden- en pleviersoorten. Pleistervogels zijn de kolgans, grauwe gans, wintertaling, krakeend, slobeend, lepelaar en aalscholver.
Het ministerie van Verkeer en Waterstaat en de provincies Zuid-Holland en Noord-Brabant hadden echter grote behoefte aan een nieuwe opslagplaats voor vervuild slib. Direct ten westen van de bestaande Sassenplaat is daarom een baggerspeciedepot in het oostelijke gedeelte van het Hollandsch Diep aangelegd. De totale lengte van de locatie bedraagt nu circa 1.900 meter en de breedte varieert van circa 390 tot 520 meter. De totale oppervlakte van het gebied is circa 95 hectare en is onder te verdelen in het voorzieningenterrein (17 hectare), het depot (63 hectare) en het natuurgebied (15 hectare). Op het diepste punt is het depot zo’n 45 meter diep en heeft een opslagcapaciteit 10,2 miljoen m³. Het depot is begin 2008 in gebruik genomen.
Het nieuwe depot ziet eruit als een grote ovale put met een dijk eromheen. Het slib wordt verborgen onder het water opgeslagen. Na circa achttien jaar zal het depot naar verwachting vol zijn en kan de opslagplaats worden afgedekt met een laag grond en de natuur de ruimte krijgen om zich te ontwikkelen. Om het depot goed in de omgeving in te passen, is er al bij de bouw een natuurvriendelijke oever aangelegd. Vanwege de ligging bij het industrieterrein Moerdijk is er nauwelijks extra verstoring voor de natuur en de recreatie.
Het voorzieningenterrein met een werkhaven bevindt zich aan de zuid-westkant van de put. Vanuit deze haven kunnen schepen de baggerspecie lossen. Via een leidingenstelsel komt de specie vervolgens rechtstreeks of via de zandscheidingsinstallatie in de put terecht.